# 인조잔디

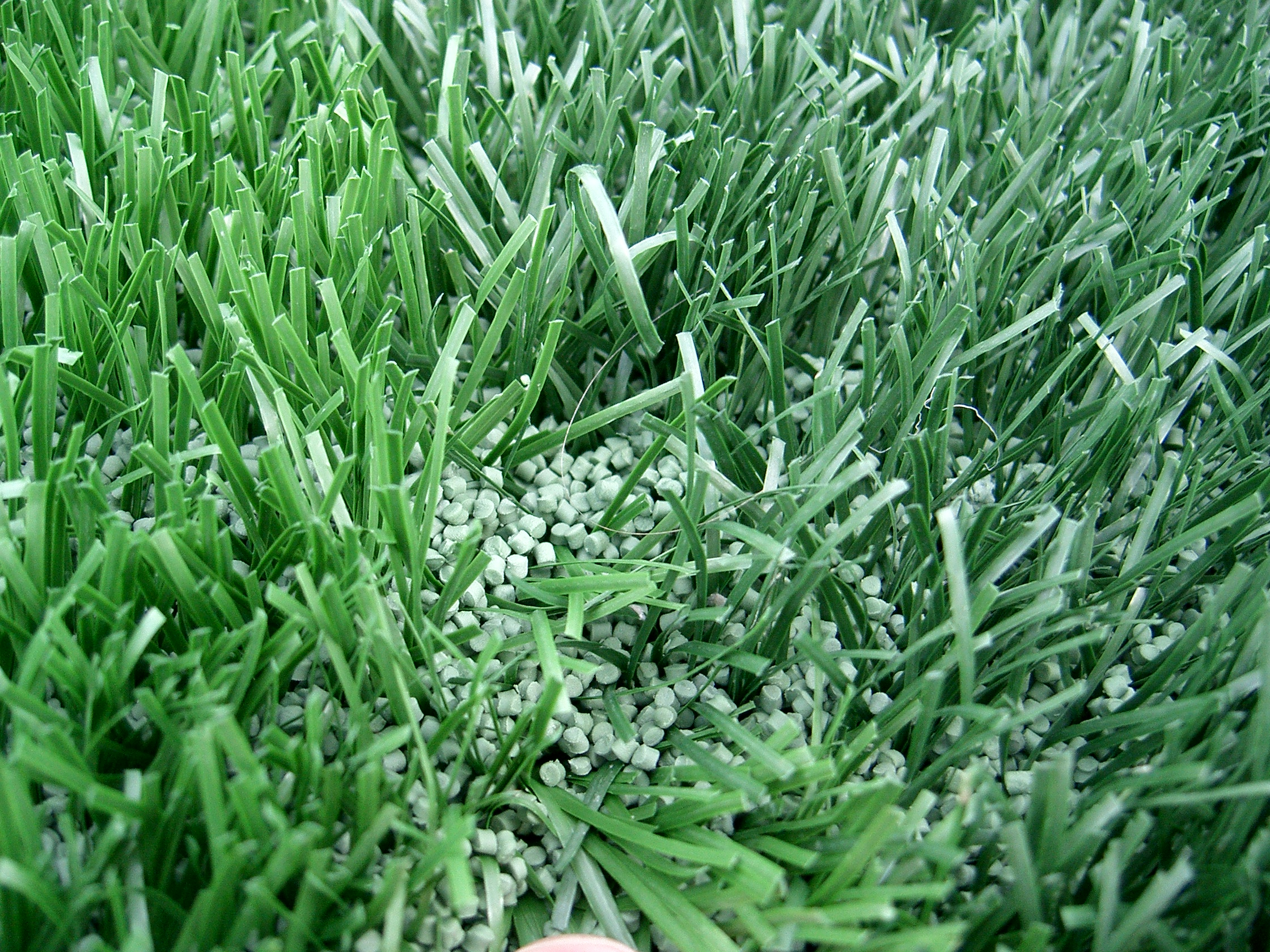
인조잔디

인조잔디(人造─, artificial turf)는 천연잔디처럼 보이도록 하기 위해 합성섬유로 만들어진 잔디이다. 스포츠 경기장, 학교 운동장 등에서 많이 사용되며, 가정집의 정원용 등 여러 가지 용도로 제조 및 판매되고 있다.

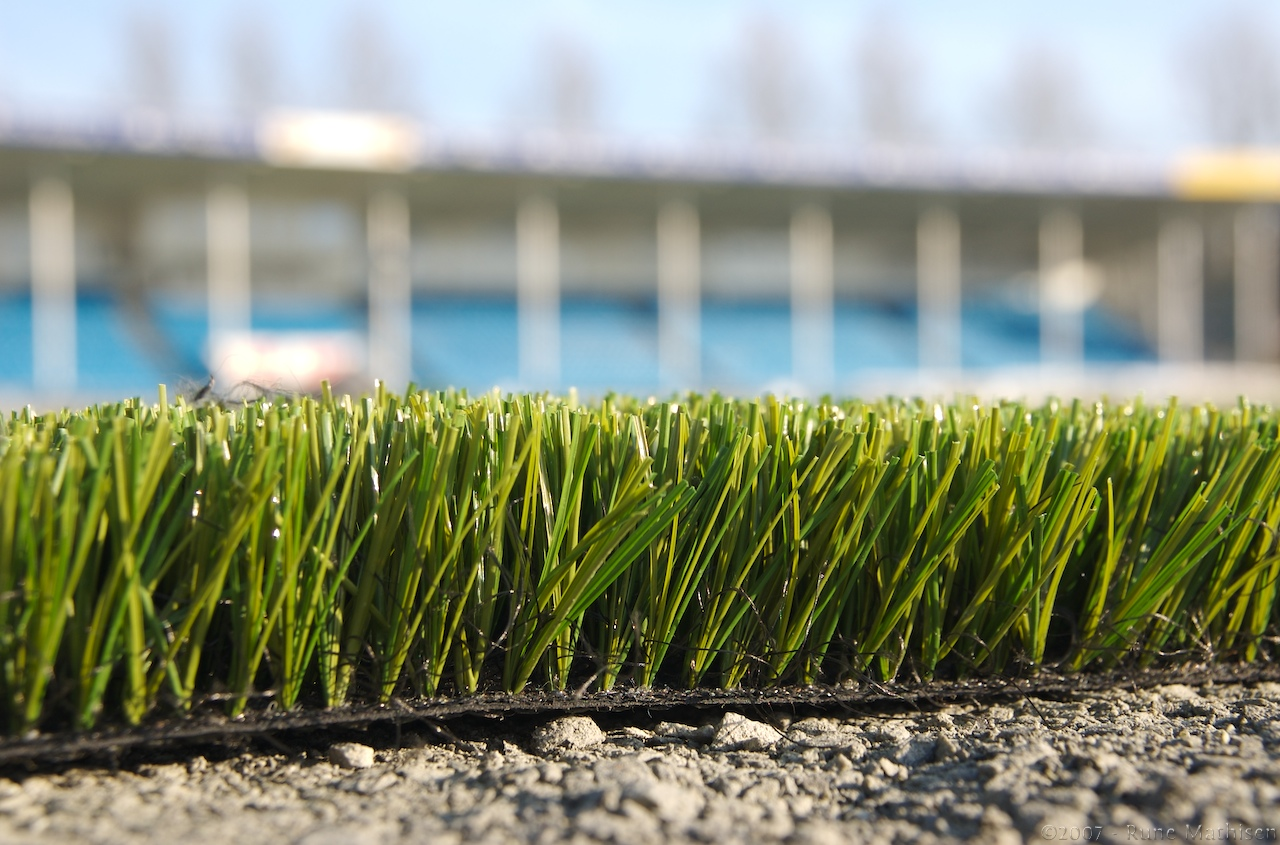
인조잔디의 옆모습